# فرانسيسكو ألاركون
فرانسيسكو ألاركون (بالإنجليزية: Francisco X. Alarcón)‏ (و. 1954 – 2016 م) هو شاعر من الولايات المتحدة الأمريكية .

## التعليم
تعلم في جامعة ستانفورد

## مناصب وهيئات
أدار جامعة كاليفورنيا، دافيس.

## جوائز
حصل على جوائز منها:
- PEN Oakland/Josephine Miles Literary Award.